# Sloanea micrantha
Sloanea micrantha är en tvåhjärtbladig växtart som beskrevs av Albert Charles Smith. Sloanea micrantha ingår i släktet Sloanea och familjen Elaeocarpaceae. Inga underarter finns listade i Catalogue of Life.